# Keita Bates-Diop
Keita Bates-Diop (Sacramento, California, 23 de enero de 1996) es un baloncestista estadounidense que se encuentra sin equipo. Con 2,01 metros de estatura, juega en la posición de alero.

## Trayectoria deportiva

### Primeros años
Su etapa de instituto transcurrió en el University High School de Normal (Illinois), donde promedió 18,4 puntos, 6,7 rebotes y 2,3 tapones por partido como júnior. Fue uno de los cinco candidatos al premio Illinois Mr. Basketball por el Chicago Tribune.

### Universidad
Jugó cuatro temporadas con los Buckeyes de la Universidad Estatal de Ohio, en las que promedió 11,7 puntos, 5,7 rebotes, 1,1 asistencias y 1,2 tapones por partido. Tras perderse los últimos 18 partidos de su temporada júnior por una fractura en la pierna, no despuntó hasta su último año universitario, jugando como titular, alcanzando unos promedios de 19,8 puntos y 8,7 rebotes por partido, lo que le valió para ser elegido por los entrenadores y la prensa especializada Jugador del Año de la Big Ten Conference.

#### Estadísticas
| Año     | Equipo     | PJ  | PT | MPP  | %TC  | %3P  | %TL  | RPP | APP | ROB | TPP | PPP  |
| ------- | ---------- | --- | -- | ---- | ---- | ---- | ---- | --- | --- | --- | --- | ---- |
| 2014–15 | Ohio State | 33  | 0  | 9.9  | .473 | .462 | .679 | 2.1 | .5  | .3  | .6  | 3.8  |
| 2015–16 | Ohio State | 33  | 33 | 31.5 | .453 | .324 | .787 | 6.4 | 1.1 | .7  | 1.2 | 11.8 |
| 2016–17 | Ohio State | 9   | 3  | 23.3 | .500 | .200 | .714 | 5.2 | 1.3 | .2  | 1.3 | 9.7  |
| 2017–18 | Ohio State | 34  | 34 | 32.9 | .480 | .359 | .794 | 8.7 | 1.6 | .9  | 1.6 | 19.8 |
| Total   | Total      | 109 | 70 | 24.7 | .472 | .352 | .776 | 5.7 | 1.1 | .6  | 1.2 | 11.7 |

### Profesional
Fue elegido en la cuadragésimo octava posición del Draft de la NBA de 2018 por los Minnesota Timberwolves, con quienes firmó su primer contrato profesional el 7 de julio.
El 4 de febrero de 2020 es traspasado a Denver Nuggets, en un traspaso múltiple entre cuatro equipos y que afectó a 12 jugadores.
El 23 de noviembre de 2020, firma un contrato dual con San Antonio Spurs, que le permite jugar también con su filial de la G League, los Austin Spurs.
En junio de 2023, firma por 2 años y $5 millones con Phoenix Suns.
El 8 de febrero de 2024 es traspasado a Brooklyn Nets en un intercambio entre tres equipos.
El 28 de junio de 2024 renueva por una temporada más con los Nets.
El 6 de julio de 2024 fue traspasado a los New York Knicks junto con Mikal Bridges y una selección de segunda ronda a cambio de Bojan Bogdanović, Mamadi Diakite, Shake Milton, cuatro selecciones de primera ronda sin protección, un intercambio de selecciones desprotegidas, una selección de primera ronda protegida entre las cuatro mejores y una selección de segunda ronda desprotegida. Disputó un encuentro de pretemporada con los Knicks, y el 2 de octubre fue traspasado a Minnesota Timberwolves, pero el 21 de octubre es cortado por los Timberwolves.

## Estadísticas de su carrera en la NBA

### Temporada regular
| Año     | Equipo      | PJ  | PT | MPP  | %TC  | %3P  | %TL   | RPP | APP | ROB | TPP | PPP |
| ------- | ----------- | --- | -- | ---- | ---- | ---- | ----- | --- | --- | --- | --- | --- |
| 2018-19 | Minnesota   | 30  | 3  | 16.8 | .423 | .250 | .643  | 2.8 | .6  | .6  | .5  | 5.0 |
| 2019-20 | Minnesota   | 37  | 0  | 17.5 | .422 | .330 | .708  | 3.0 | .8  | .5  | .5  | 6.8 |
| 2019-20 | Denver      | 7   | 0  | 14.0 | .464 | .333 | .800  | 2.4 | .0  | .3  | .6  | 5.4 |
| 2020-21 | San Antonio | 30  | 0  | 8.2  | .448 | .294 | .667  | 1.6 | .4  | .4  | .2  | 2.6 |
| 2021-22 | San Antonio | 59  | 14 | 16.2 | .517 | .309 | .754  | 3.9 | .7  | .5  | .2  | 5.7 |
| 2022-23 | San Antonio | 67  | 42 | 21.7 | .508 | .394 | .793  | 3.7 | 1.5 | .7  | .3  | 9.7 |
| 2023-24 | Phoenix     | 39  | 8  | 15.3 | .427 | .313 | .722  | 2.6 | .9  | .6  | .5  | 4.5 |
| 2023-24 | Brooklyn    | 14  | 0  | 4.8  | .500 | .200 | 1.000 | .6  | .3  | .2  | .1  | 1.6 |
| Total   | Total       | 283 | 67 | 16.1 | .474 | .333 | .751  | 3.0 | .9  | .5  | .3  | 6.0 |

### Playoffs
| Año   | Equipo | PJ | PT | MPP | %TC  | %3P  | %TL  | RPP | APP | ROB | TPP | PPP |
| ----- | ------ | -- | -- | --- | ---- | ---- | ---- | --- | --- | --- | --- | --- |
| 2020  | Denver | 5  | 0  | 4.8 | .200 | .000 | .500 | 1.2 | .2  | .0  | .0  | .6  |
| Total | Total  | 5  | 0  | 4.8 | .200 | .000 | .500 | 1.2 | .2  | .0  | .0  | .6  |